# Bathygnathia depaolorosae
Bathygnathia depaolorosae là một loài chân đều trong họ Gnathiidae. Loài này được George miêu tả khoa học năm 2003.